# Écauville
Écauville is een gemeente in het Franse departement Eure (regio Normandië) en telt 116 inwoners (2009). De plaats maakt deel uit van het arrondissement Évreux.

## Geografie
De oppervlakte van Écauville bedraagt 3,4 km², de bevolkingsdichtheid is dus 34,1 inwoners per km².
De onderstaande kaart toont de ligging van Écauville met de belangrijkste infrastructuur en aangrenzende gemeenten.

## Demografie
Onderstaande figuur toont het verloop van het inwonertal (bron: INSEE-tellingen).